# Вільгельм Карстенс
Вільгельм Карстенс (нім. Wilhelm Carstens, 29 січня 1869 — 12 лютого 1941) — німецький академічний веслувальник.
Бронзовий призер Олімпійських Ігор 1900 року в складі розпашної четвірки зі стерновим A.